# خایرونیا
خایرونیا یا خایرونیه (به انگلیسی: ‎/ˌkɛrəˈniːə/‎Chaironeia به یونانی: Χαιρώνεια)، یک روستا و یک شهر سابق در بوئوتیا در کشور یونان است که در حدود ۳۵ کیلومتری شرق دلفی واقع شده است. این سکونتگاه قبلاً با نام Kópraina (Κόπραινα) شناخته می‌شد که در سال ۱۹۱۶ به Chairóneia (Χαιρώνεια) تغییر نام داد.
از زمان اصلاحات دولت محلی در سال ۲۰۱۱، این شهر بخشی از شهرداری لیوادیا است که خود یک واحد شهری از آن محسوب می‌شود. مساحت این واحد شهری ۱۱۱٫۴۴۵ کیلومتر مربع و جمعیت آن ۲۶٫۹۹۵ نفر است. جمعیت ۹۹۳ نفر (۲۰۲۱) از این شهر در نزدیکی کوه توریون در دره رودخانه سفیسوس، در شمال غربی تبس واقع شده است.

## تاریخچه

### دوران باستان
نخستین سکونت در دوره پیشاتاریخ در محلی که اکنون به نام «ماگولا بالومنو» (Μαγούλα Μπαλωμένου) شناخته می‌شود صورت گرفت. نام قدیمی آن «آرن» بود و در ابتدا در ساحل دریاچه «کوپایس» (که بعدها خشک شد) قرار داشت. «خارونیا» تابع «اورخومِنوس» بود که از سال ۶۰۰ پیش از میلاد عضو اتحادیه بئوتیان بود. در اواخر سده پنجم پیش از میلاد، «خارونیا» همراه با «آکرافنیوم» و «کوپیا» جزو یکی از ۱۱ ناحیه بوئوتیا به‌شمار می‌رفت.
اهمیت «خارونیا» در موقعیت راهبردی آن، در نزدیکی ابتدای گذرگاهی باریک بود که آخرین مانع جدی بر سر راه یک مهاجم در یونان مرکزی به‌شمار می‌رفت، و این محل صحنه چندین نبرد تاریخی بوده است. مشهورترین آن‌ها نبرد سال ۳۳۸ پیش از میلاد است، میان فیلیپ دوم مقدونی و ائتلافی از چندین دولت‌شهر یونانی، عمدتاً «تبس» و «آتن». به گفته پلوتارک، در جریان این نبرد، واحد نخبه سربازان تبسی که به گروه مقدس تبس معروف بودند، به‌طور کامل نابود شدند.
در سال ۱۸۱۸، شیر خایرونیا که بنای یادبود تدفینی با ارتفاع نزدیک به ۶ متر (۲۰ فوت) و ساخته‌شده به افتخار گروه مقدس بود، توسط مسافران انگلیسی دوباره کشف شد. این یادمان که به‌صورت قطعه‌قطعه باقی مانده بود، در سال ۱۹۰۲ توسط سازمانی به نام «انجمن خارونیا» بازسازی شد و بر سکویی در محل کشف آن نصب گردید.
محل گور دسته‌جمعی تبسی‌ها در سال‌های ۱۸۷۹ تا ۱۸۸۰ توسط پاناگیوتیس استاماتاکیس حفاری شد، و محوطه پیشاتاریخی «ماگولا بالامنو» نیز ۲۳ سال بعد توسط باستان‌شناس «جورج سوتریادیس» کاوش گردید.
زندگی‌نامه‌نویس و مقاله‌نویس باستانی، پلوتارک، در خارونیا متولد شد و در نوشته‌های خود چندین بار به این موضوع و دیگر حقایق مربوط به زادگاهش اشاره کرده است. پلوتارک به تعداد زیادی از گورهای آمازون‌ها در نزدیکی نهر «هائِمون» اشاره می‌کند و بر این باور است که این‌ها مربوط به کشته‌شدگان آمازون‌ها در مسیر بازگشت به خانه پس از پایان جنگ آتیک بوده‌اند. او در کتاب زندگی‌های موازی از پیامبر یونانی، پریپُلتاس نیز یاد می‌کند.

### قرون وسطی
خایرونیا در سراسر دوران باستان مسکونی باقی ماند و با وجود ویران شدن در جریان زلزله خلیج مالی در سال ۵۵۱ میلادی، احتمالاً در طول قرن‌های بعدی نیز وجود داشته است، همان‌طور که به‌طور مداوم در میان شهرهای تم هلاس (Theme of Hellas) وجود آن تأیید شده است. هنوز بقایای یک کلیسای سه ایوانی اولیه مسیحی، که به سنت پاراسکوی اختصاص داده شده بود، باقی مانده است.
پس از جنگ صلیبی چهارم و تأسیس دوک‌نشین صلیبی آتن، قلعه‌ای در این شهر، در محل آکروپولیس باستانی ساخته شد. این قلعه بخشی از یک شبکه دفاعی گسترده در امتداد دره سفیسوس بود که توسط صلیبیون فرانکی ساخته شده بود و محل اقامت ارباب آن بود. در زمان فرانک‌ها، این شهر به نام کاپراینا (به یونانی: Κάπραινα و به اسپانیایی: la Cabrena شناخته می‌شد)، نامی که اولین بار در سال ۱۳۸۱ میلادی به آن اشاره شده و تا اوایل دوران مدرن مورد استفاده قرار می‌گرفت. این شهر احتمالاً در سال ۱۴۶۰ میلادی تحت حکومت عثمانی قرار گرفت.

## حمل و نقل
این شهر توسط ایستگاه راه‌آهن خایرونیا و با توقف محلی به آتن و لایانوکلادی خدمات رسانی می‌شود.